# Sociedad Cultural Deportivo Recreativa Anaitasuna/Statistik
Dies ist ein Unterartikel zu Sociedad Cultural Deportivo Recreativa Anaitasuna und enthält Statistiken und Kader zu diesem spanischen Handballverein. Bis 2025 spielte die Mannschaft unter dem Sponsorennamen Helvetia Anaitasuna in der 1. Liga, der sie seit 2011 angehörte.

## Spielzeiten

### 2025/2026
In der Saison 2025/2026 tritt die Mannschaft in der 2. Liga an. Die Saison beginnt Sommer 2025.
Team:
- Tor: Ander Martin Jaurrieta, Alin Cozmaciuc
- Außen: Mikel Redondo Vera, …
- Rückraum: Marco Moreno Gómez, Julen Elustondo Martin, Pablo Itoiz, Oleg Kisselev, Unai Elizondo Fuentes, Ibai Etxarte Martinez, Nicolás Ayúcar Sánchez, Iker Aguilera Martínez, …
- Kreis: José Paulo Silva, …
- Trainer: Ignacio („Nacho“) Moyano Martínez
- Zugänge: Josu Arzoz (Eón Alicante, Ende Leihe), Unai Elizondo Fuentes (2. Mannschaft), Ibai Etxarte Martinez (2. Mannschaft), Nicolás Ayúcar Sánchez (2. Mannschaft), Iker Aguilera Martínez (Balonmano Alcobendas), José Paulo Silva (Vitória SC), Alin Cozmaciuc (Dinamo Bukarest, Leihe), …
- Abgänge: Xavier González (Bidasoa Irun), Enrique Domínguez (Frigoríficos del Morrazo), Aitor García Dúo (BM Logroño La Rioja), Marcos Cancio (BM Logroño La Rioja), Pablo Castro Chapela (Club Balonmán Cangas), Ernesto Goñi Macua (?), Nicolás Zungri (Fertiberia Puerto Sagunto), Samuel Pereiro Rodríguez (Club Balonmán Cangas), Alonso Moreno Guirao (Caserío Ciudad Real), Aitor Albizu Uriguen (Ademar León), Martín Ganuza Jorge (?), Daniel Santamaría Fernández (?), Josu Arzoz (Viveros Herol Balonmano Nava), …

### 2024/2025
In der Saison 2024/2025 der 1. Liga stand der Verein am Ende auf dem 15. Platz mit 19 Punkten aus acht Siegen und drei Unentschieden bei 19 Niederlagen und einem Torverhältnis von 843:896. Der Verein stieg aus der 1. Liga ab.
In der Copa del Rey schied die Mannschaft in der ersten Runde gegen Zweitligist Club Balonmano Alcobendas aus (23:29).
Team:
- Tor: Marcos Cancio (28 Spiele, 219 Paraden)[2], Daniel Santamaría Fernández (30 Spiele, 133 Paraden),[3] Ander Martin Jaurrieta
- Außen: Martín Ganuza Jorge (29 Spiele, 87 Tore)[4], Adrián Ortíz Echávarri (25 Spiele, 15 Tore)[5], Xavier González (30 Spiele, 93 Tore)[6], Mikel Redondo Vera (29 Spiele, 45 Tore),[7]
- Rückraum: Samuel Pereiro Rodríguez (29 Spiele, 70 Tore)[8], Ernesto Goñi Macua (24 Spiele, 21 Tore)[9], Oleg Kisselev (28 Spiele, 29 Tore)[10], Aitor Albizu Uriguen (30 Spiele, 116 Tore)[11], Julen Elustondo Martin (22 Spiele, 26 Tore)[12], Marco Moreno Gómez (25 Spiele, 52 Tore),[13] Alonso Moreno Guirao (30 Spiele, 95 Tore),[14] Nicolás Zungri (29 Spiele, 57 Tore)[15]
- Kreis: Aitor García Dúo (29 Spiele, 91 Tore),[16] Pablo Castro Chapela (30 Spiele, 10 Tore)[17]
- Trainer: Enrique Domínguez
- Zugänge: Pablo Castro Chapela (Atlético Novás), Daniel Santamaría Fernández Balbuena (BM Guadalajara), Alonso Moreno Guirao (BM Guadalajara), Nicolás Zungri (UD Ibiza Handbol Club Eivissa), Samuel Pereiro Rodriguez (UD Ibiza Handbol Club Eivissa)
- Abgänge: Eduardo Fernández González (Ademar León), Juan Manuel Bar (Atlético Valladolid), Nicolás Bonanno (BM Nava), Ander Torriko (EÓN Horneo Alicante), Álvaro Gastón Fernández (Karriereende), Niko Martinović (SSV Bozen), Josu Arzoz (EÓN Alicante), Antonio Bazán (FC Barcelona),[18] Iñaki Martínez Urzaiz (Balonmano Tarazona, ab Februar 2025)

### 2023/2024
Die Spielzeit 2023/2024 der 1. Liga beendete die Mannschaft auf dem 9. Platz mit 30 Punkten aus 14 Siegen und zwei Unentschieden bei 14 Niederlagen und einem Torverhältnis von 885:920. Die Heimspiele des Vereins in der Liga wurden von durchschnittlich 983 Zuschauern besucht.
Das Team schied in der Copa del Rey in der ersten Runde im Oktober 2023 nach einem 22:31 beim Zweitligisten Dólmenes Antequera aus.
Team:
- Tor: Juan Bar (30 Spiele, 261 Paraden, 2 Tore)[20], Marcos Cancio (30 Spiele, 137 Paraden, 2 Tore)[2]
- Außen: Martín Ganuza Jorge (26 Spiele, 64 Tore)[4], Adrián Ortíz Echávarri (22 Spiele, 19 Tore)[5], Alvaro Gastón (26 Spiele, 37 Tore)[21], Mikel Redondo (30 Spiele, 67 Tore),[7] Xavier González (27 Spiele, 52 Tore)[6]
- Rückraum: Roberts Rancans (11 Spiele, 1 Tor[22]), Ernesto Goñi Macua (9 Spiele, 21 Tore)[9], Nicolás Bonanno (27 Spiele, 31 Tore)[23], Aitor Albizu Uriguen (30 Spiele, 108 Tore)[11], Niko Martinovic (29 Spiele, 16 Tore)[24], Ander Torriko (15 Spiele, 78 Tore)[25], Julen Elustondo (21 Spiele, 43 Tore)[12], Eduardo Fernández (30 Spiele, 138 Tore)[26], Oleg Kisselev (14 Spiele, 14 Tore)[10] Pablo Itoiz (25 Spiele, 20 Tore),[27] Marco Moreno Gómez (16 Spiele, 25 Tore)[13]
- Kreis: Antonio Bazan (29 Spiele, 71 Tore)[28], Aitor García Dúo (27 Tore, 77 Spiele)[16][29] Josu Arzoz (16 Spiele, 12 Tore)[30]
- Trainer:  Enrique Domínguez
- Zugänge: Adrian Ortiz (BM Caserío Ciudad Real), Aitor Albizu (Fertiberia Puerto Sagunto), Roberts Rancans (ASK Zemessardze/LSPA),[31] Niko Martinović (RK Zadar 1954), Oleg Kisselev (BM Logroño La Rioja, ab Dezember 2023)[32]
- Abgänge: Carlos Chocarro (Karriereende),[33][34] Ibai Meoki (Karriereende),[34] Arthur Pereira,[34] Joao Pinto,[34] Xavi Castro (Beşiktaş Istanbul),[35] Roberts Rancans (Januar 2024)

### 2022/2023
Die Saison 2022/2023 in der 1. Liga schloss das Team auf dem 13. Platz mit 22 Punkten aus neun Siegen und vier Unentschieden bei 17 Niederlagen ab, das Torverhältnis war 876:902. Die Heimspiele in der Liga Asobal wurden von insgesamt 12.161 Zuschauern besucht, das war eine Steigerung von 21 Prozent. (Durchschnitt: 811).
In der Copa del Rey schied die Mannschaft in der dritten Runde gegen Ademar León aus (27:28).
Team:
- Tor: Marcos Cancio (29 Spiele, 95 Paraden, ein Tor)[2], Juan Bar (30 Spiele, 174 Paraden)[20]
- Außen: Martín Ganuza (29 Spiele, 77 Tore)[4], Carlos Chocarro (29 Spiele, 92 Tore)[37], Alvaro Gaston (24 Spiele, 49 Tore)[21], Mikel Redondo Vera (30 Spiele, 72 Tore)[7], Alejandro Ortiz Echavarri (5 Spiele, kein Tor)[38], Xavier González (17 Spiele, 11 Tore)[6]
- Rückraum: Ernesto Goñi Macua (28 Spiele, 16 Tore)[9], Joao Pinto, Nicolás Bonanno (27 Spiele, 47 Tore)[23], Ibai Meoki, Ander Torriko, Xavi Castro, Julen Elustondo (30 Spiele, 59 Tore)[12], Eduardo Fernández (25 Spiele, 67 Tore)[26], Arthur Pereira (22 Spiele, 75 Tore)[39], Pablo Itoiz (12 Spiele, 4 Tore)[27]
- Kreis: Antonio Bazan (30 Spiele, 85 Tore)[28], Aitor García (26 Tore, 78 Spiele)[16], Josu Arzoz (7 Spiele, 2 Tore)[30]
- Trainer: Enrique Domínguez
- Zugänge: Joao Pinto (Club Balonmano Huesca), Xavi Castro (BM Sinfin), Ernesto Goñi Macua (BM Ciudad de Logroño), Julen Elustondo (BM Villa de Aranda)
- Abgänge: Ander Izquierdo Labayen (Benfica Lissabon), Héctor González Díaz (Billere Handball), Juan del Arco (BM Cangas), Xabier Etxeberria Uriz (Karriereende), Adrián Ortíz Echávarri (BM Caserío Ciudad Real, Leihe), Pavel Bulkin (Aeropos Edessas)